# Felipe Chamorro
Felipe Sebastián Chamorro Aspe (Santiago, 30 de julio de 2001) es un futbolista profesional chileno que se desempeña como Volante y actualmente milita en Deportes La Serena  de la Primera División de Chile.

## Trayectoria
Producto de las divisiones inferiores de Palestino, debutó como profesional en 2020, participando en partidos por el torneo de Primera División 2020, la Copa Chile y Copas Internacionales el mismo año.
En marzo de 2021, firmó su primer contrato como profesional con Palestino, por tres temporadas.

## Estadísticas
| Club              | Div.          | Temporada     | Liga  | Liga  | Copas nacionales | Copas nacionales | Torneos internacionales | Torneos internacionales | Total | Total |
| Club              | Div.          | Temporada     | Part. | Goles | Part.            | Goles            | Part.                   | Goles                   | Part. | Goles |
| ----------------- | ------------- | ------------- | ----- | ----- | ---------------- | ---------------- | ----------------------- | ----------------------- | ----- | ----- |
| Palestino · Chile | 1.ª           | 2020          | 5     | 0     | —                | —                | —                       | —                       | 5     | 0     |
| Palestino · Chile | 1.ª           | 2021          | 1     | 0     | 1                | 0                | 1                       | 0                       | 3     | 0     |
| Palestino · Chile | 1.ª           | 2022          | 17    | 1     | 1                | 0                | —                       | —                       | 18    | 1     |
| Palestino · Chile | 1.ª           | 2023          | 19    | 2     | 1                | 0                | 1                       | 0                       | 21    | 2     |
| Palestino · Chile | 1.ª           | 2024          | 13    | 2     | 5                | 0                | 10                      | 3                       | 28    | 5     |
| Palestino · Chile | Total club    | Total club    | 55    | 5     | 8                | 0                | 12                      | 3                       | 75    | 8     |
| Total carrera     | Total carrera | Total carrera | 55    | 5     | 8                | 0                | 12                      | 3                       | 75    | 8     |
| 1. 2. 3.          |               |               |       |       |                  |                  |                         |                         |       |       |